# Németbánya
Németbánya is een plaats (község) en gemeente in het Hongaarse comitaat Veszprém. Németbánya telt 91 inwoners (2001).